# Pittura cinese

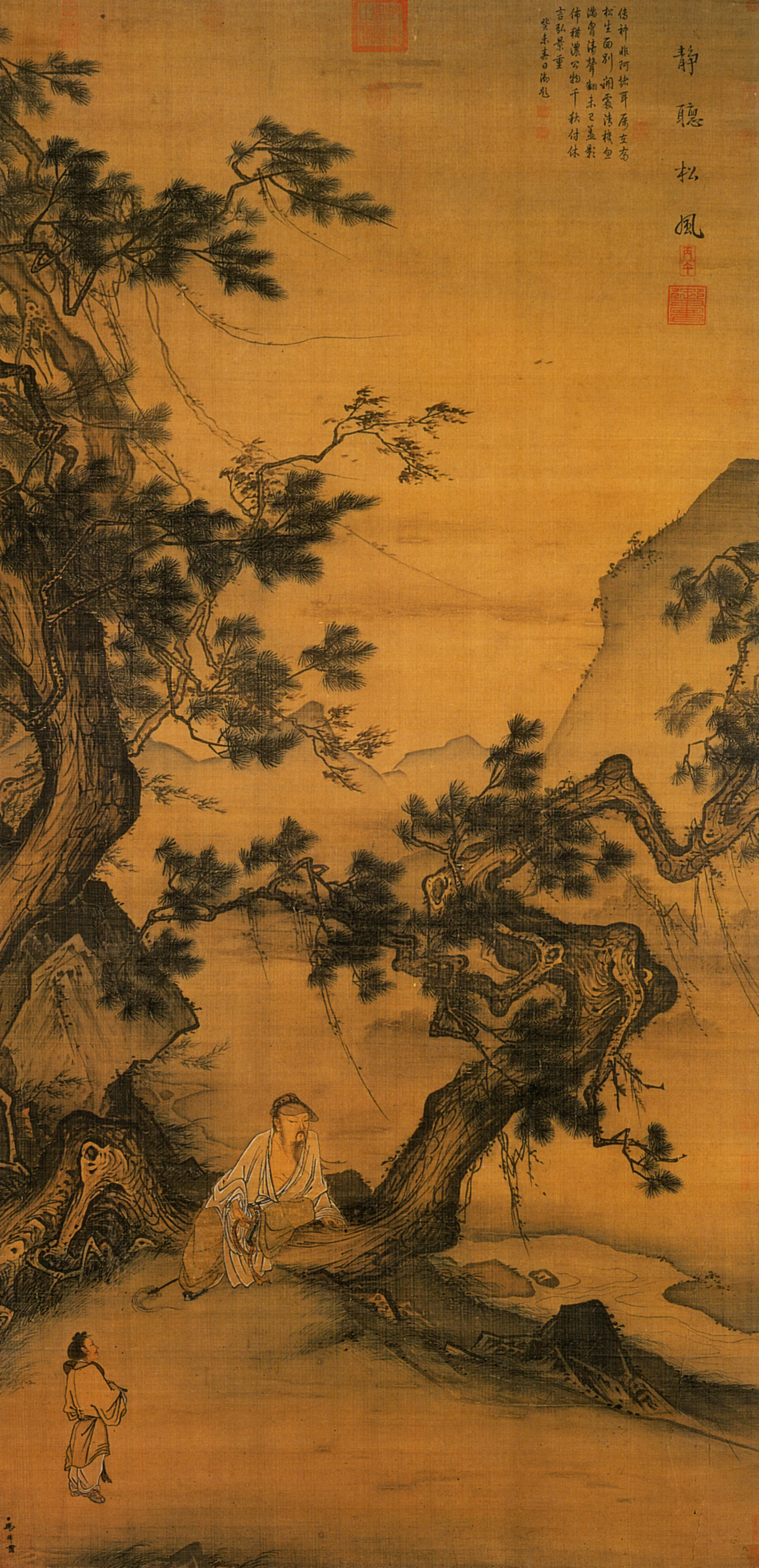
Un rotolo appeso dipinto da Ma Lin nel o prima del 1246. Inchiostro e colore su seta, 226,6x110,3 cm.

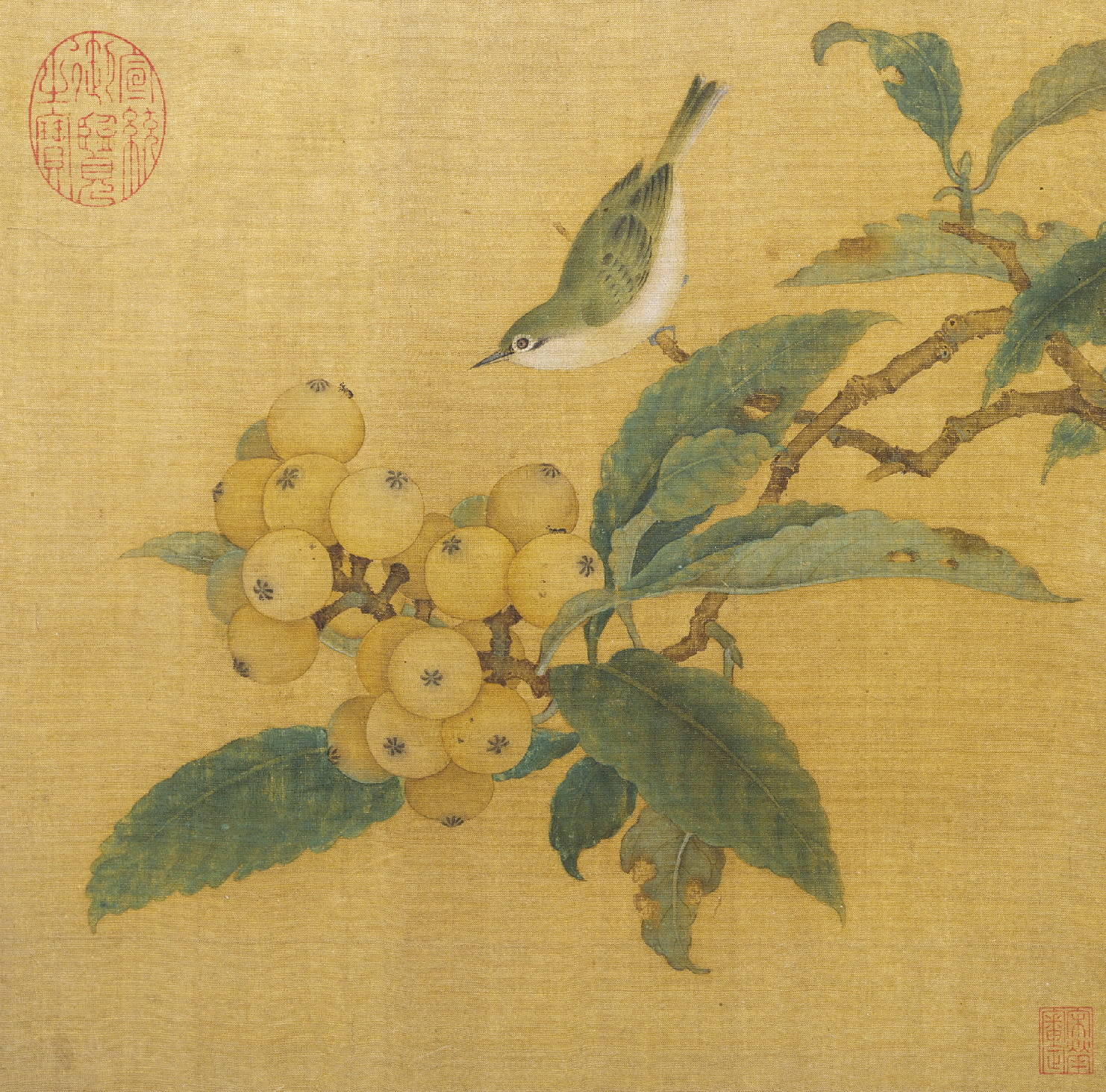
Nespolo e uccello di montagna, di un pittore anonimo della dinastia Song meridionale (1127–1279); i piccoli dipinti su fogli di album come questo erano popolari tra i proprietari terrieri e i funzionari-letterati dei Song meridionali.

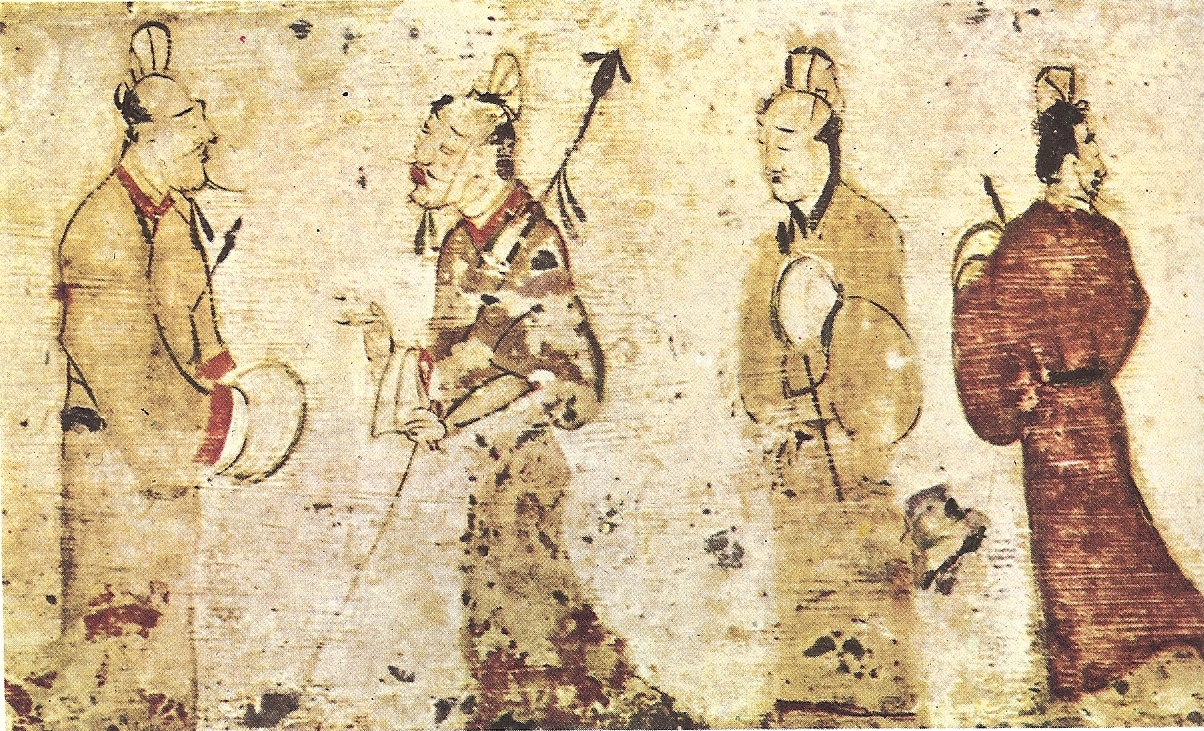
Dipinto della dinastia Han orientale (25–220 d.C.), Museum of Fine Arts, Boston

La pittura cinese è una delle più antiche tradizioni artistiche continue del mondo. La pittura nello stile tradizionale è nota oggi in cinese come guóhuà (國畫T, 国画S), che significa "pittura nazionale" o "nativa", in opposizione agli stili artistici occidentali che divennero popolari in Cina nel XX secolo. La pittura tradizionale coinvolge essenzialmente le stesse tecniche della calligrafia ed è fatta con un pennello intinto in inchiostro nero o in pigmenti colorati; non sono usati oli. Come con la calligrafia, i materiali più popolari sui quali sono fatti i dipinti sono la carta e la seta. Il lavoro finito può essere montato su rotoli, appesi o distesi. La pittura tradizionale può essere fatta anche su fogli di album, muri, lacca, paraventi, e altri mezzi.
Le due tecniche principali della pittura cinese sono:
- Gongbi (工筆), che significa "meticoloso", usa pennellate estremamente dettagliate che delimitano i dettagli in modo molto preciso. È spesso molto colorata e solitamente descrive argomenti figurativi o narrativi. Spesso è praticata da artisti che lavorano per la corte reale o in laboratori indipendenti.
- Pittura sfumata a inchiostro, in cinese shui-mo (水墨, letteralmente "acqua e inchiostro"), liberamente denominata anche pittura ad acquerello o a mano, e nota anche come "pittura dei letterati", in quanto era una delle "quattro arti" della classe dei funzionari-letterati.[1] In teoria questa era un'arte praticata da gentiluomini, una distinzione che comincia a farsi negli scritti sull'arte dalla dinastia Song, benché in realtà le carriere dei principali esponenti potessero beneficiarne considerevolmente.[2] Questo stile è indicato anche come xieyi (寫意) o stile a mano libera.

La pittura paesaggistica, iniziata secondo la tradizione da Wu Daozi, era considerata la forma più alta della pittura cinese, e generalmente ancora lo è. Il tempo dal periodo delle Cinque dinastie al periodo dei Song settentrionali (907–1127) è noto come la "grande età del paesaggio cinese". Nel nord, artisti come Jing Hao, Guan Tong, Li Cheng, Fan Kuan e Guo Xi dipinsero figure di montagne torreggianti, usando forti linee nere, sfumato a inchiostro pennellate secche, tratteggiate per suggerire la pietra ruvida. Nel sud, Dong Yuan, Juran e altri artisti dipinsero le colline ondulate e i fiumi della loro campagna nativa in scene pacifiche fatte con pennellate più morbide, strofinate. Questi due tipi di scene e di tecniche divennero gli stili classici della pittura paesaggistica cinese.

## Specifiche e studi
La pittura e la calligrafia cinese si distinguono dalle arti di altre culture per l'enfasi sul moto e sul cambiamento con la vita dinamica. Tradizionalmente, la pratica si impara la prima volta a memoria, in cui il maestro mostra il "modo giusto" di disegnare gli oggetti. L'apprendista deve copiare questi oggetti esattamente e continuamente finché i movimenti non diventano istintivi. In tempi contemporanei è emerso il dibattito sui limiti di questa tradizione copista all'interno delle moderne scene artistiche, dove l'innovazione è la regola. Stili di vita, utensili e colori stanno influenzando anch'essi le nuove ondate di maestri.

## Periodi iniziali

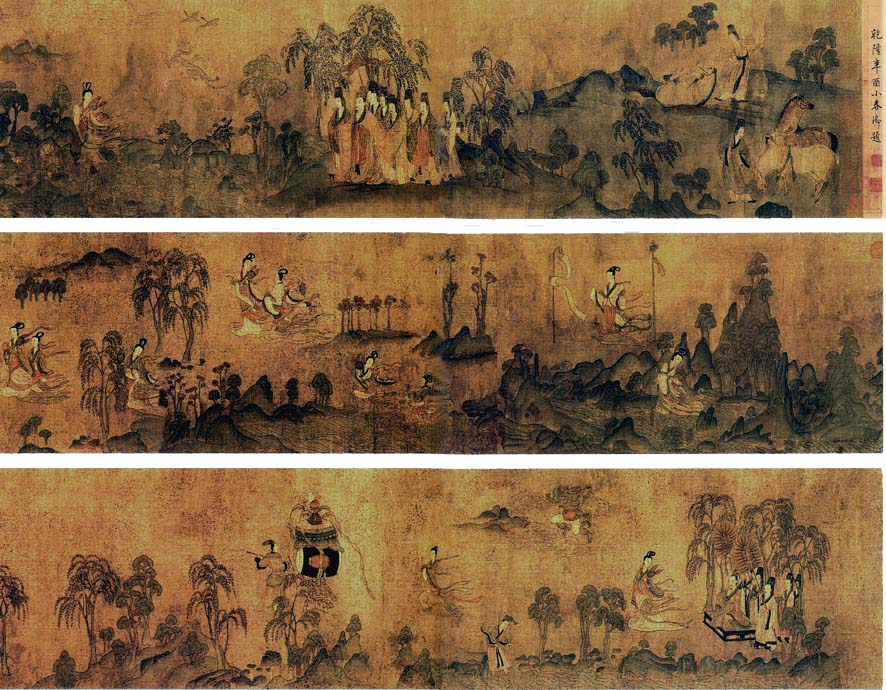
Luoshenfu di Gu Kaizhi (344-406 d.C.)

I primi dipinti non erano rappresentativi, ma ornamentali; consistevano di motivi o decorazioni piuttosto che di figure. Ogni vaso era dipinto con spirali, zigzag, punti o animali. Fu solo durante il periodo dei regni combattenti (475-221 a.C.) che gli artisti incominciarono a rappresentare il mondo intorno a loro. Nei tempi imperiali (a cominciare dalla dinastia Jin orientale), la pittura e la calligrafia in Cina erano tra le arti più apprezzate a corte erano spesso praticate da aristocratici dilettanti e da funzionari studiosi, che avevano il tempo libero necessario per perfezionare la tecnica e la sensibilità adatta per le grandi pennellate. Si pensava che la calligrafia e la pittura fossero le forme più pure di arte. Gli attrezzi erano il pennello da inchiostro fatto di pelo animale e gli inchiostri neri fatti di nerofumo di pino e colla animale. Nei tempi antichi, la scrittura, come pure la pittura, era fatta su seta. Tuttavia, dopo l'invenzione della carta nel I secolo d.C., la seta fu gradualmente sostituita dal nuovo e più economico materiale. Gli scritti originali di famosi calligrafi sono stati grandemente apprezzati durante tutta la storia della Cina e sono montati su rotoli e appesi alle pareti nel modo dei dipinti.

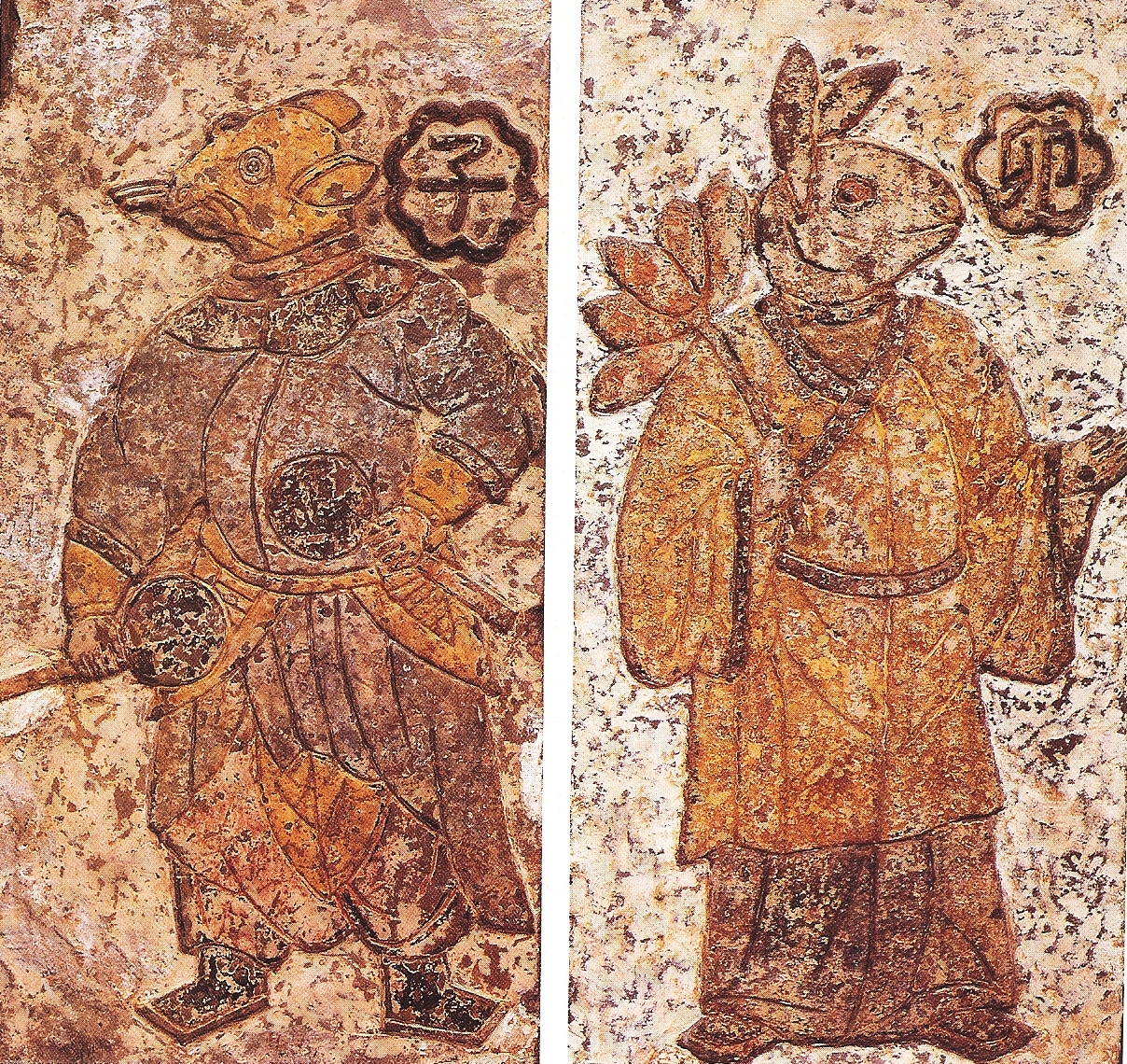
Spiriti guardiani animali della mezzanotte e del mezzogiorno che indossano vesti cinesi, dinastia Han (202 a.C. – 220 d.C.) su maiolica in ceramica

Gli artisti dalla dinastia Han (206 a.C. - 220 d.C.) alla dinastia Tang (618–906) dipinsero principalmente la figura umana. Gran parte di ciò che sappiamo of dell'antica pittura figurativa cinese viene dai siti funerari, dove i dipinti erano preservati su drappi di seta, oggetti di lacca e pareti tombali. Molti degli antichi dipinti delle tombe erano destinati a proteggere i defunti o ad aiutare le loro anime ad arrivare in paradiso. Altri illustravano gli insegnamenti del filosofo cinese Confucio o mostravano scene di vita quotidiana.
Durante il periodo delle Sei Dinastie (220–589), la gente cominciò ad apprezzare la pittura per la propria bellezza e a scrivere di arte. Da questo periodo cominciamo ad apprendere dei singoli artisti, come Gu Kaizhi. Anche quando questi artisti illustravano temi morali confuciani – come il comportamento appropriato di una moglie verso suo marito o dei figli verso i loro genitori – essi tentavano di rendere le figure aggraziate.

### Sei principi
I "Sei principi della pittura cinese" furono stabiliti da Xie He, uno scrittore, storico dell'arte e critico cinese del V secolo. Questi è famoso principalmente per i suoi "Sei punti da considerare quando si giudica un dipinto" (繪畫六法T, Huìhuà LiùfǎP), tratti dalla prefazione del suo libro Cronaca della classificazione degli antichi pittori (古畫品錄T, Gǔhuà PǐnlùP). Si tenga a mente che questo fu scritto all'incirca nel 550 d.C. e si riferisce a pratiche "vecchie" e "antiche". I sei elementi che definiscono un dipinto sono:

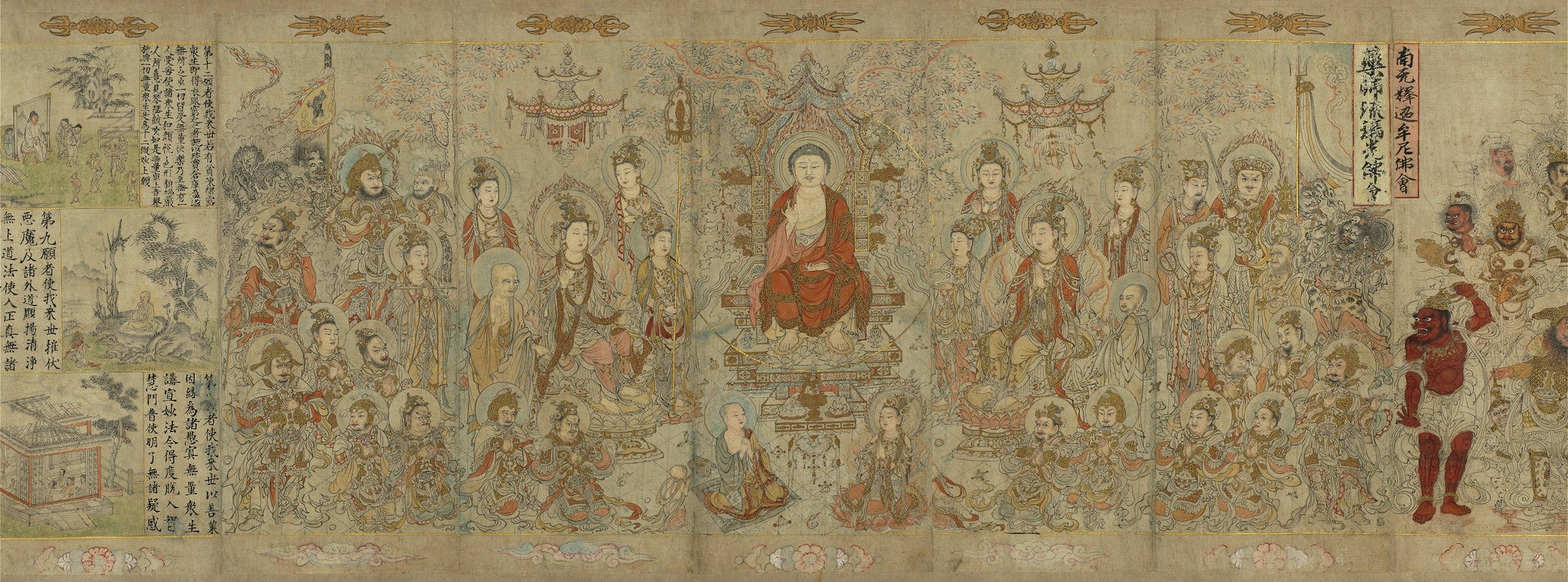
Il Buddha Sakyamuni, di Zhang Shengwen, 1173-1176 d.C., dinastia Song.

1. "Risonanza dello spirito", o vitalità, che si riferisce al flusso di energia che abbraccia il tema, l'opera e l'artista. Xie He diceva che senza risonanza dello spirito non c'era bisogno di guardare oltre.
2. "Metodo dell'osso", o modo di usare il pennello, si riferisce non solo alla tessitura e alla pennellata, ma anche allo stretto legame tra la scrittura manuale e la personalità. Ai suoi tempi, l'arte della calligrafia era inseparabile dalla pittura.
3. "Corrispondenza con l'oggetto", o descrizione della forma, che includerebbe la sagoma e la linea.
4. "Adeguatezza al tipo", o applicazione del colore, comprendente gli strati, i valori e il tono.
5. "Divisione e pianificazione", o posizione e disposizione, corrispondenti alla composizione, allo spazio e alla profondità.
6. "Trasmissione mediante copia", o copia dei modelli, non solo dalla vita, ma anche dalle opere dell'antichità.

## Dinastie Sui e Tang (581–907)
Durante la dinastia Tang, la pittura figurativa fiorì alla corte reale. Artisti quali Zhou Fang e Zhang Xuan descrissero lo splendore della vita di corte nei dipinti di imperatori, dame di palazzo e cavalli imperiali. L'imperatore commissionava continuamente ai pittori di corte ritratti non solo di cortigiani e di ministri virtuosi, ma anche di stranieri provenienti da Occidente e di preti buddhisti. Un'opera di questi maestri, tramandataci da una copia attribuita all'imperatore Song Huizong (1100-1125), è Dame che lavorano la seta, di Zhang Xuan. In essa sono assenti sia un pavimento che uno sfondo, che contribuiscono tuttavia in modo determinante a quell'unico senso cinese di spazio individuato tra le figure. Modello degli ideali confuciani, restaurati proprio coi Tang, è invece un rotolo orizzontale ritraente 13 imperatori dalla dinastia Han fino ai Sui. Attribuita tradizionalmente a Yan Liben, essa è in parte una copia Song. Gli imperatori sono colti nei medesimi atteggiamenti al fine dare il senso di dignità imperiale confuciana. La composizione infatti, nel complesso, rivela una volontà di espressione volta verso un moralismo inventivo d'incomparabile imponenza e grandiosità. Le figure, delimitate da tratti di pennello fluidi e d'uniforme spessore, ricevono volume dalle sfumature, meno parsimoniose nelle falde degli abiti che negli incarnati. La pittura figurativa raggiunse l'apice di un elegante realismo nell'arte della corte dei Tang meridionali (937-975).

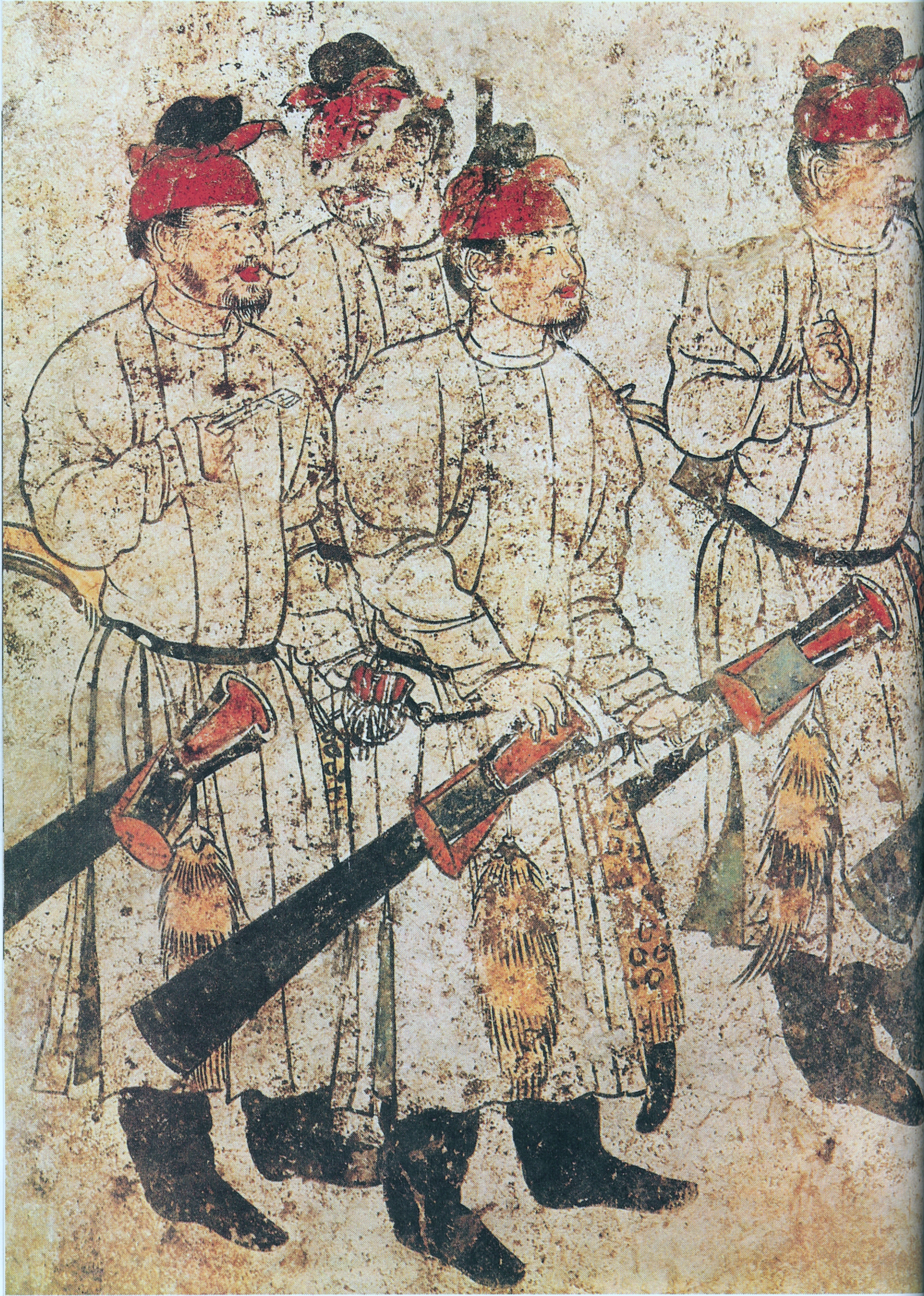
Una pittura murale della tomba di Li Xian nel Mausoleo di Qianling, datato 706 d.C., dinastia Tang

Buona parte delle conoscenze della pittura Tang provengono dalle pitture parietali del Mausoleo di Qianling, Qianxian. Nella tomba della principessa Yongtai, fatta uccidere dall'usurpatrice del trono Tang, l'imperatrice Wu Zetian, le pareti sono decorate da disegni ritraenti serve di corte, la cui esistenza ci aiuta a comprendere la pittura parietale di corte Tang al momento del suo apogeo. I dipinti, liberi e vivaci, sono caratterizzati da tratti sommari e allo stesso tempo ricchi di vigore.
La maggior parte degli artisti Tang realizzava il profilo delle figure con linee nere sottili usando colori brillanti, ottenendo dettagli precisi ed elaborati. Tuttavia, un artista Tang, il maestro Wu Daozi, usava solo inchiostro nero e dipingeva le pennellate liberamente creando dipinti a inchiostro; tali pennellate erano così eccitanti che le folle si radunavano per osservarlo lavorare. Dalla sua epoca in poi, i dipinti a inchiostro non furono più ritenuti schizzi preliminari o profili da campire con il colore. Invece, furono valutati come opere d'arte finite.

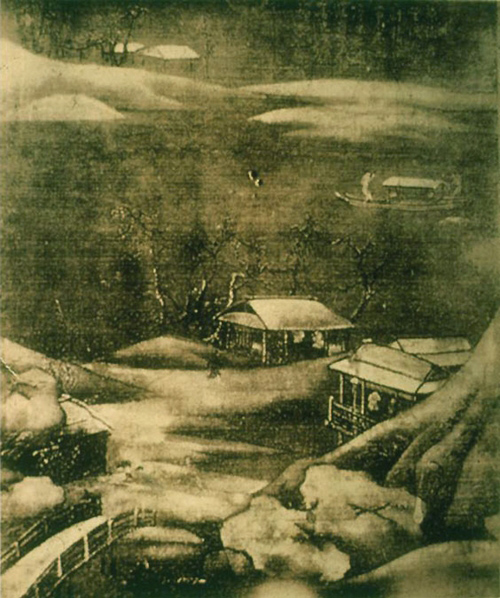
Wang Wei, Neve su un torrente (雪溪圖), forse copia del secolo X, inchiostro e colore su seta, particolare. Precedentemente parte della Raccolta della famiglia manciù, oggi è andata perduta. Fra le numerose copie delle opere di Wang Wei, questa è quella che forse più ci consente di immaginare meglio l'originale.

In epoca Tang, i problemi di spazio e profondità della pittura di paesaggio furono risolti, dando così il via all'evoluzione quella forma d'arte che nelle successive dinastia avrebbe raggiunto vette altissime. A cominciare dalla dinastia Tang, infatti, molti dipinti erano paesaggi, spesso dipinti shānshǔi (山水, "acqua e montagna"). L'amore per le classificazioni e per le categorizzazioni da parte dei cinesi si dimostrò anche in questo contesto. Secondo dei letterati Ming, nel panorama della pittura di paesaggio Tang si formarono due scuole: la prima, detta "Scuola settentrionale", ha come maggiori esponenti i pittori di corte Li Sixun e il figlio Li Zhaodao. Questa scuola dipingeva colla tecnica della linea propria degli antichi maestri quali Gu Kaizhi e Zhan Ziqian, aggiungendo colori minerali. Essa divenne poi il campo dei pittori di corte e degli altri professionisti. L'altra, chiamata "Scuola meridionale", fu fondata dall'osannato Wang Wei; essa sviluppò invece una pittura monocroma combinata alla tecnica del pò mò (破墨), "inchiostro guazzato". Era il mezzo naturale d'espressione dei letterati e dei dilettanti. Benché in epoca Tang il confine tra queste tipologie di pittura non fosse così netto, tale teoria delle scuole influenzò il pensiero artistico cinese per quasi quattro secoli. Nei paesaggi Tang, monocromatici e radi (uno stile che è chiamato shuimohua), lo scopo non era riprodurre esattamente l'apparenza della natura (realismo), ma piuttosto afferrare un'emozione o un'atmosfera, come se si catturasse il "ritmo" della natura.
Sebbene il materiale della pittura Tang pervenutoci sia costituito pressoché solo dagli affreschi delle grotte di Mogao e dalle tombe Tang, è stato scoperto abbastanza per consentirci di distinguere la pittura del secolo VIII in tre stili, che sono detti rispettivamente "disossato", "lineare" e "pittorico". Il primo stile è esemplificato in un dettaglio della grotta n.217 di Dunhuang e pare che fosse riservato solo alla pittura parietale. Il colore è impiegato con lavaggi opachi, le linee di contorno, se presenti, sono estremamente sottili. Questo stile poi, almeno in Cina, scomparve compiutamente. Lo stile lineare s'originò con Gu Kaizhi. Le linee chiare e d'uniforme spessore delimitano forme finemente disegnate e campite mediante lavaggi di colore. Questo stile è illustrato dalle pareti della tomba del principe ereditario Yide nel mausoleo di Qianling. In seguito, esso s'abbassò al livello dei pittori artigiani professionisti. Lo stile pittorico, il cui principale esponente fu Zhang Zao, era caratterizzato dall'uso d'un complesso tratto calligrafico, misto a guazzi d'inciostro, dando una trama fusa e incorporata organicamente. Questo stile, esemplificato da un dettaglio, alquanto spoglio, d'una grotta di Mogao, sarà destinato a evolversi nello shuimohua ampiamente sviluppato nelle successive dinastie.
Negli ultimi anni di vita della dinastia Tang, il centro culturale del paese si trasferì da Chang'an a Luoyang. In questo periodo, nella zona del basso corso del Fiume Azzurro, dei pittori sperimentarono estrosamente delle nuove forme pittoriche, dandosi in tecniche di lancio e di guazzo dell'inchiostro. Le opere di tali maestri sono andate tutte perdute, ma furono ripresi da certuni maestri Zen del secolo X e sotto i Song Meridionali.

## Dinastie Song e Yuan (960–1368)

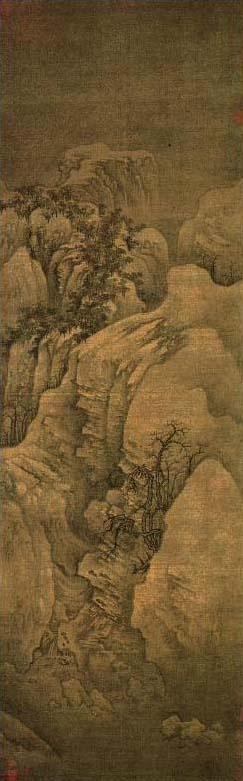
Guo Xi è un rappresentativo pittore paesaggista della dinastia Song settentrionale, che descrive montagne, fiumi e foreste in inverno. Quest'opera mostra la scena di una profonda e serena vallata di montagna coperta di neve e di vari alberi antichi che lottano per sopravvivere su pendii scoscesi.

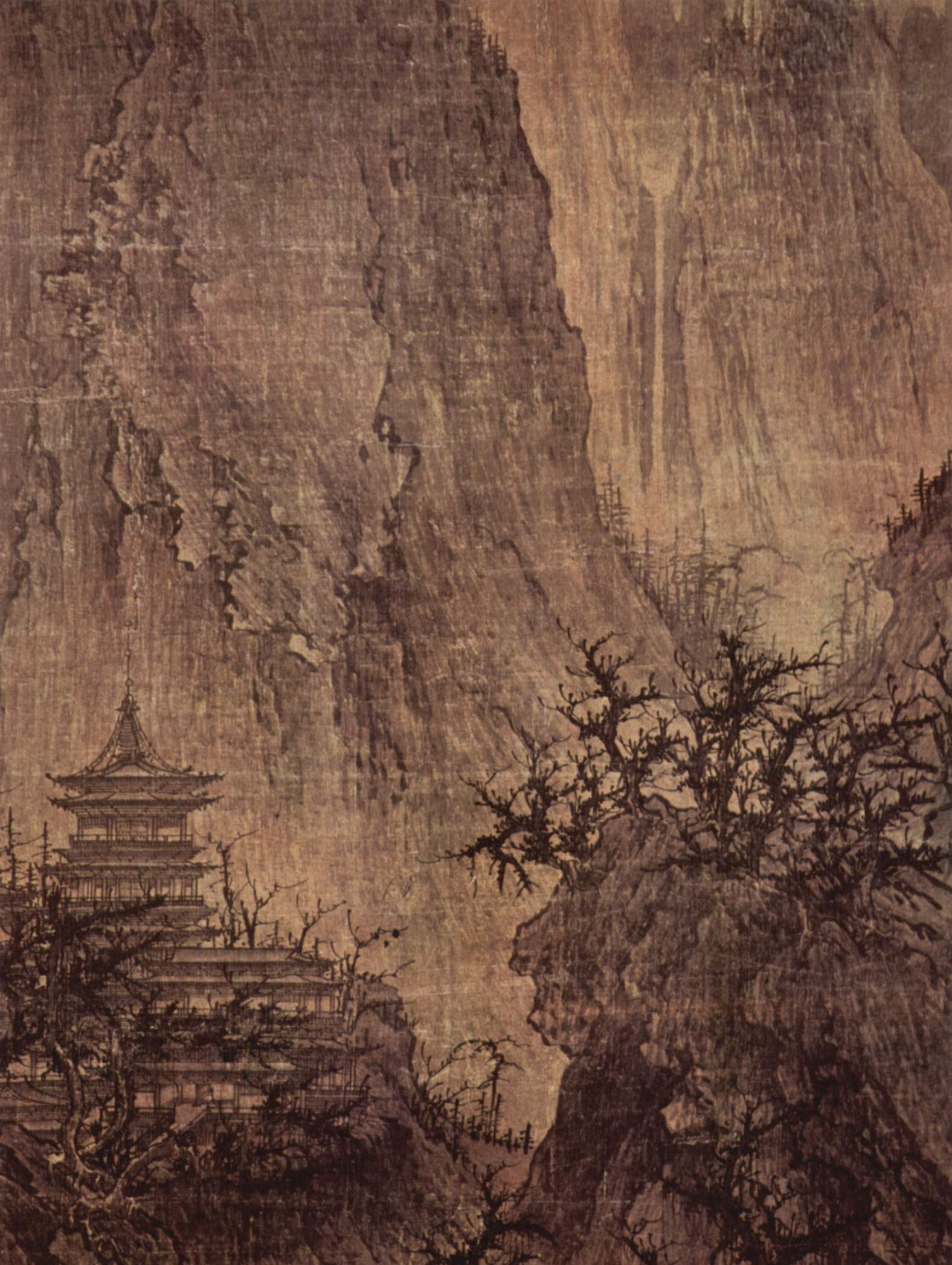
Tempio buddhista sulle montagne, XI sexolo, inchiostro su seta, Museo Nelson-Atkins, Kansas City (Missouri).

Durante la dinastia Song (960–1279) la pittura raggiunse un ulteriore sviluppo nel genere paesaggistico; immense distanze erano rese attraverso l'uso di sagome indistinte, i contorni delle montagne che scomparivano nella nebbia e il trattamento impressionistico dei fenomeni naturali. La pittura in stile shan shui — shan significa "montagna" e shui significa "fiume" — divenne preminente nell'arte paesaggistica cinese. L'enfasi attribuita al paesaggio era basata sulla filosofia cinese; il taoismo sottolineava che gli uomini erano solo minuscoli puntini nel vasto e immenso cosmo, mentre gli scrittori neoconfuciani perseguivano spesso la ricerca di modelli e principi che essi credevano causassero tutti i fenomeni sociali e naturali. La pittura di ritratti e di oggetti osservati da vicino come gli uccelli sui rami erano tenuti in grande considerazione, ma la pittura paesaggistica era superiore. Verso l'inizio della dinastia Song era emerso uno stile paesaggistico distintivo. Gli artisti dominavano la formula di scene realistiche e intricate oste in primo piano, mentre lo sfondo conservava le qualità di uno spazio vasto e infinito. Le cime delle montagne emergono tra alte nubi e nebbia, mentre fiumi fluttuanti scorrono da lontano in primo piano.
C'era una differenza significativa nelle tendenze della pittura tra il periodo dei Song settentrionali (960–1127) e il periodo dei Song meridionali (1127–1279). I dipinti dei funzionari dei Song settentrionali erano influenzati dai loro ideali politici di portare ordine nel mondo e di affrontare le più grandi questioni che riguardano il complesso della società; i loro dipinti spesso dipingevano enormi, ampi paesaggi. D'altro canto, i funzionari dei Song meridionali erano più interessati a riformare la società dal basso verso l'alto e su una scala molto più piccola, un metodo che essi ritenevano avesse una migliore possibilità di successo finale; i loro dipinti spesso si focalizzavano su scene più piccole, visivamente più ravvicinate e più intime, mentre lo sfondo era spesso dipinto come privo di dettagli come un regno senza interesse per l'artista o l'osservatore. Questo cambiamento di atteggiamento da un'era a quella successiva derivava in gran parte dalla crescente influenza della filosofia neoconfuciana. Gli aderenti al neoconfucianesimo si focalizzavano sulla riforma della società dal basso verso l'alto, non dall'alto verso il basso, il che si può vedere nei loro sforzi per promuovere piccole accademie private durante la dinastia Song meridionale invece delle grandi accademie controllate dallo stato che si vedevano nell'era dei Song settentrionali.
A partire dalle dinastie del Nord e del Sud (420–589), la pittura era diventata un'arte di alta sofisticazione che era associata alla classe della piccola nobiltà come uno dei suoi principali passatempi artistici, gli altri essendo la calligrafia e la poesia. Durante la dinastia Song c'erano avidi collezionisti d'arte che si riunivano spesso per discutere i propri dipinti, nonché per giudicare quelli dei loro colleghi e amici. Il poeta e statista Su Shi (1037–1101) e il suo complice Mi Fu (1051–1107) spesso prendevano parte a questi affari, prendendo a prestito opere d'arte da studiare e copiare, o se ammiravano realmente un'opera allora spesso veniva proposto uno scambio. Essi crearono un nuovo tipo di arte basato sulle tre perfezioni in cui usavano le loro abilità nella calligrafia (l'arte della bella scrittura) per fare dipinti a inchiostro. Dalla loro epoca in poi, molti pittori si sforzarono di esprimere liberamente i loro sentimenti e di catturare lo spirito interiore del loro soggetto invece di descriverne l'apparenza esteriore. I piccoli dipinti rotondi popolari sotto i Song meridionali erano spesso collezionati in album in quanto i poeti scrivevano poesie lungo il bordo per accompagnare il tema e l'umore del dipinto.

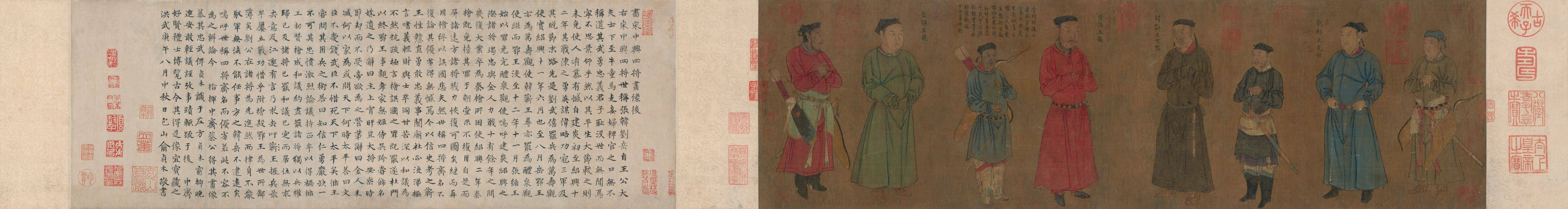
I Quattro generali di Zhongxing dipinti da Liu Songnian durante la dinastia Song meridionale. Yue Fei è la seconda persona da sinistra. Si crede che sia il "più fedele ritratto di Yue in tutti i materiali ancora esistenti".

Sebbene fossero avidi collezionisti d'arte, alcuni studiosi Song non apprezzarono prontamente le opere d'arte commissionate a quei pittori che si trovavano nelle botteghe o nei mercati pubblici, e alcuni degli studiosi criticarono addirittura artisti di scuole e accademie rinomate. Anthony J. Barbieri-Low, un professore di storia cinese antica all'Università della California, Santa Barbara, evidenzia che l'apprezzamento degli studiosi Song per l'arte creata dai loro pari non si estendeva a quelli che si guadagnavano da vivere semplicemente come artisti professionali:
Sotto i Song settentrionali (960–1126 d.C.), emerse una nuova classe di artisti studiosi che non possedevano le abilità di tromp l'oeil dei pittori dell'accademia e neanche la perizia dei pittori dei mercati pubblici. La pittura dei letterati era più semplice e a volte alquanto inesperta, tuttavia criticavano questi altri due gruppi come meri professionisti, poiché facevano affidamento su commesse pagate per il loro sostentamento e non dipingevano semplicemente per divertimento o per la libera espressione della loro personalità. Gli artisti studiosi ritenevano che i pittori che si concentravano su descrizioni realistiche, che impiegavano una paletta piena di colori, o, peggio di tutto, che accettavano pagamenti monetari per il loro lavoro non fossero migliori dei macellai o dei calderai al mercato. Non erano considerati veri artisti.
Tuttavia, durante il periodo Song, vi furono molti acclamati pittori di corte e furono assai stimati dagli imperatori e dalla famiglia reale. Uno dei più grandi paesaggisti sotto il patrocinio della corte Song fu Zhang Zeduan (1085–1145), che dipinse i'originale rotolo Lungo il fiume durante la festa di Qingming, uno dei più noti capolavori dell'arte visiva cinese. L'imperatore Gao Zong di Song (1127–1162) commissionò una volta un progetto artistico di numerosi dipinti per i Diciotto canti di un flauto nomade, basato sulla poetessa Cai Wenji (177–250 d.C.) della precedente dinastia Han. Yi Yuanji raggiunse un alto grado di realismo dipingendo animali, in particolare scimmie. Durante il periodo dei Song meridionali (1127–1279), pittori di corte come Ma Yuan e Xia Gui usavano forti pennellate nere per abbozzare alberi e rocce e pallidi acquerelli per suggerire spazi nebbiosi.
Durante la dinastia mongola Yuan (1271–1368), i pittori unirono le arti della pittura, della poesia e della calligrafia iscrivendo poesie nei loro dipinti. Queste tre arti operavano insieme per esprimere i sentimenti dell'artista in modo più completo di quanto un'arte potesse fare da sola. L'imperatore Yuan Tugh Temür (r. 1328, 1329–1332) era molto appassionato della pittura cinese e diventò egli stesso un credibile pittore.

## Cina tardo-imperiale (1368–1895)

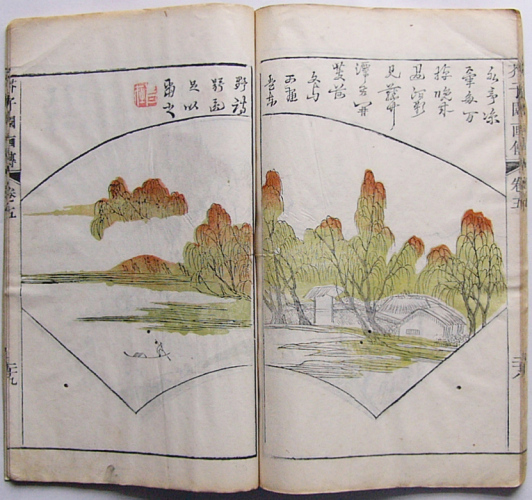
Due pagine del Manuale del Giardino dei semi di mostarda (Jieziyuan Huazhuan), 1ª serie, volume 5º, edizione successiva del 1782 pubblicata a Sushu, Cina, stampa a colori con blocchi di legno su carta, rilegata con cucitura.

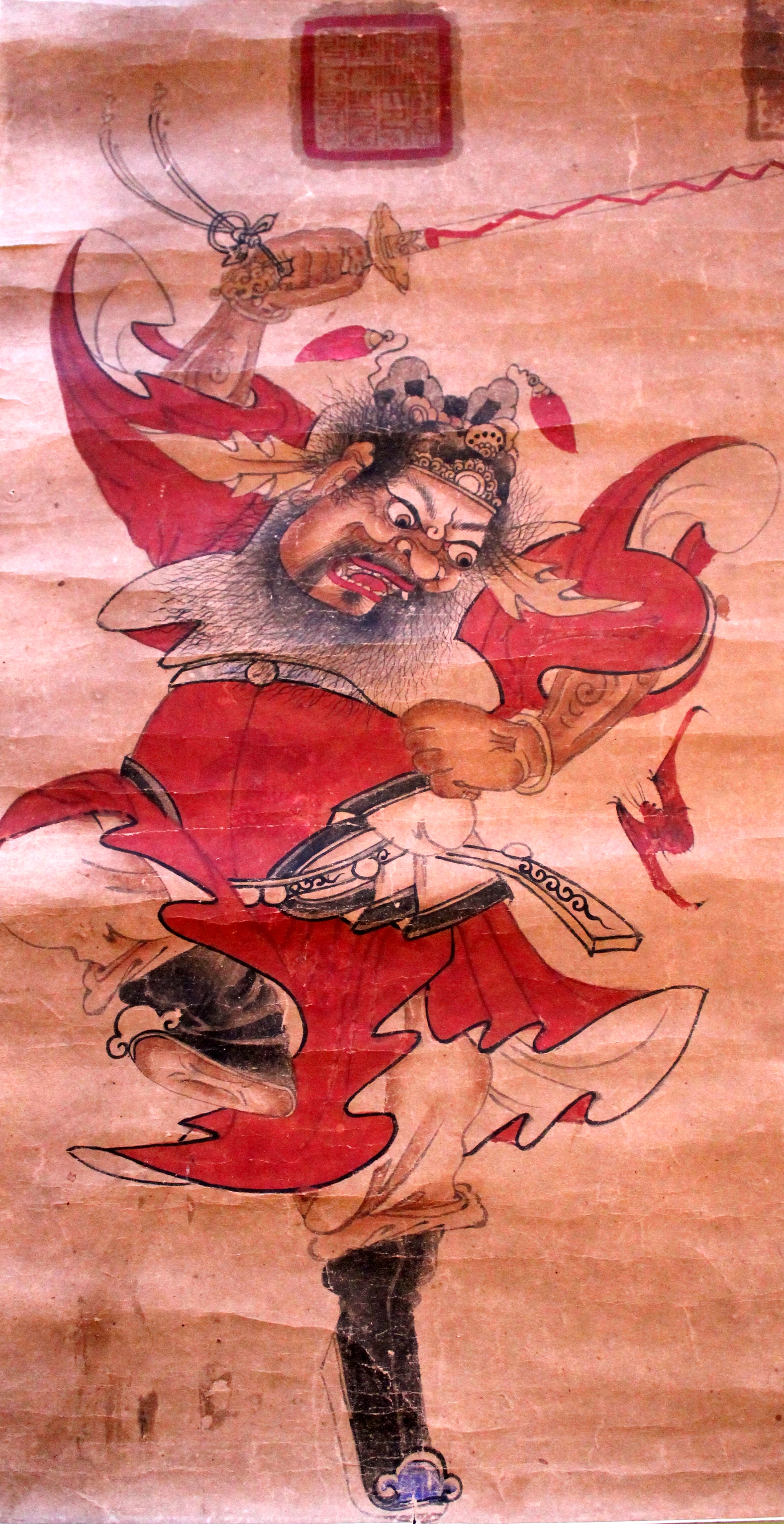
Zhong Kui, il dio domatore di demoni

A cominciare dal XIII secolo, si sviluppò la tradizione di dipingere soggetti semplici — un ramo con i frutti, alcuni fiori, o uno due cavalli —. La pittura narrativa, con una gamma di colori più ampia e una composizione molto più animata dei dipinti Song, fu immensamente popolare durante il periodo Ming (1368–1644). La dinastia Ming, tuttavia, talvolta è considerata l'inizio del tramonto della pittura cinese, poiché moltissimi artisti non si svincolarono dai modelli dei secoli precedenti, ripetendoli senza trovare una propria originalità e individualità. Cio nonostante esistono delle eccezioni.
I primi libri illustrati con xilografie colorate apparvero intorno a questo periodo; quando furono perfezionate le tecniche di stampa a colori, cominciarono a essere pubblicati manuali sull'arte della pittura. Il Jieziyuan Huazhuan (Manuale del Giardino dei semi di mostarda), un'opera in cinque volumi pubblicata nel 1679, è stato in uso come manuale tecnico per artisti e studenti fin da allora.
Alcuni pittori della dinastia Ming (1368–1644) continuarono le tradizioni dei pittori della scuola Yuan. Questo gruppo di pittori, conosciuto come la Scuola Wu, era guidato dall'artista Shen Zhou. Un altro gruppo di pittori, noto come la Scuola Zhe, fece rivivere e trasformò gli stili della corte Song.

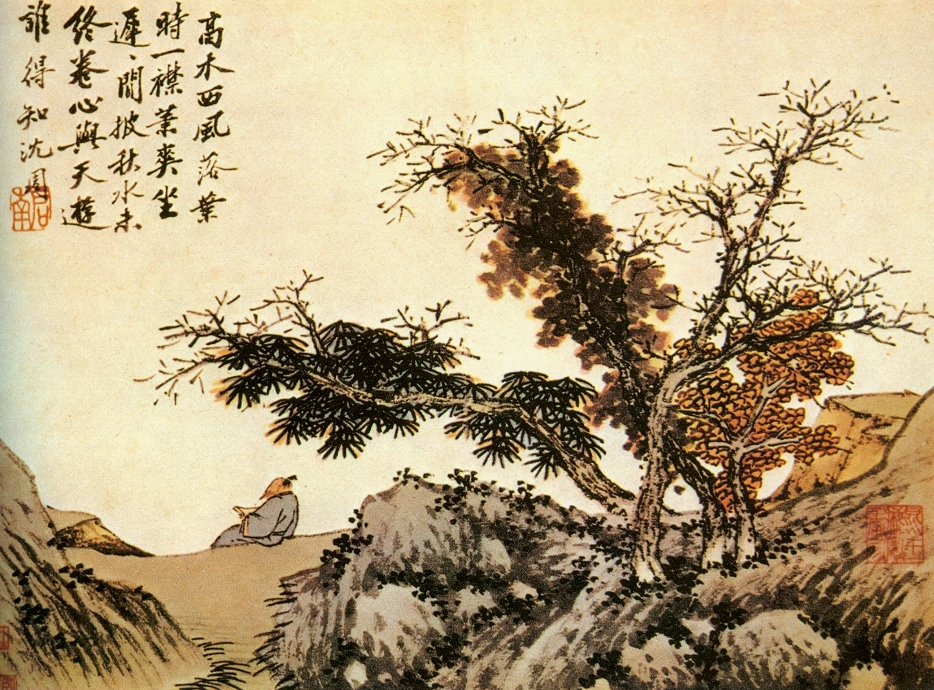
Shen Zhou, Leggendo nel paesaggio autunnale, Palace Museum, Pechino.

Durante la prima dinastia Qing (1644–1911), i pittori noti come individualisti si ribellarono contro molte delle regole tradizionali della pittura e trovarono modi per esprimersi più direttamente attraverso pennellate libere. Nel XVIII e XIX secolo, le grandi città commerciali come Yangzhou e Shanghai diventarono centri d'arte dove i patroni mercanti incoraggiavano gli artisti a produrre nuove opere audaci.
Alla fine del XIX e nel XX secolo, i pittori cinesi furono sempre più esposti all'arte occidentale. Alcuni artisti che studiarono in Europa rifiutarono la pittura cinese; altri tentarono di combinare il meglio di entrambe le tradizioni. Tra i più amati pittori moderni vi fu Qi Baishi, che cominciò la vita come un povero contadino e divenne un grande maestro. Le sue opere più note dipingono fiori e piccoli animali.

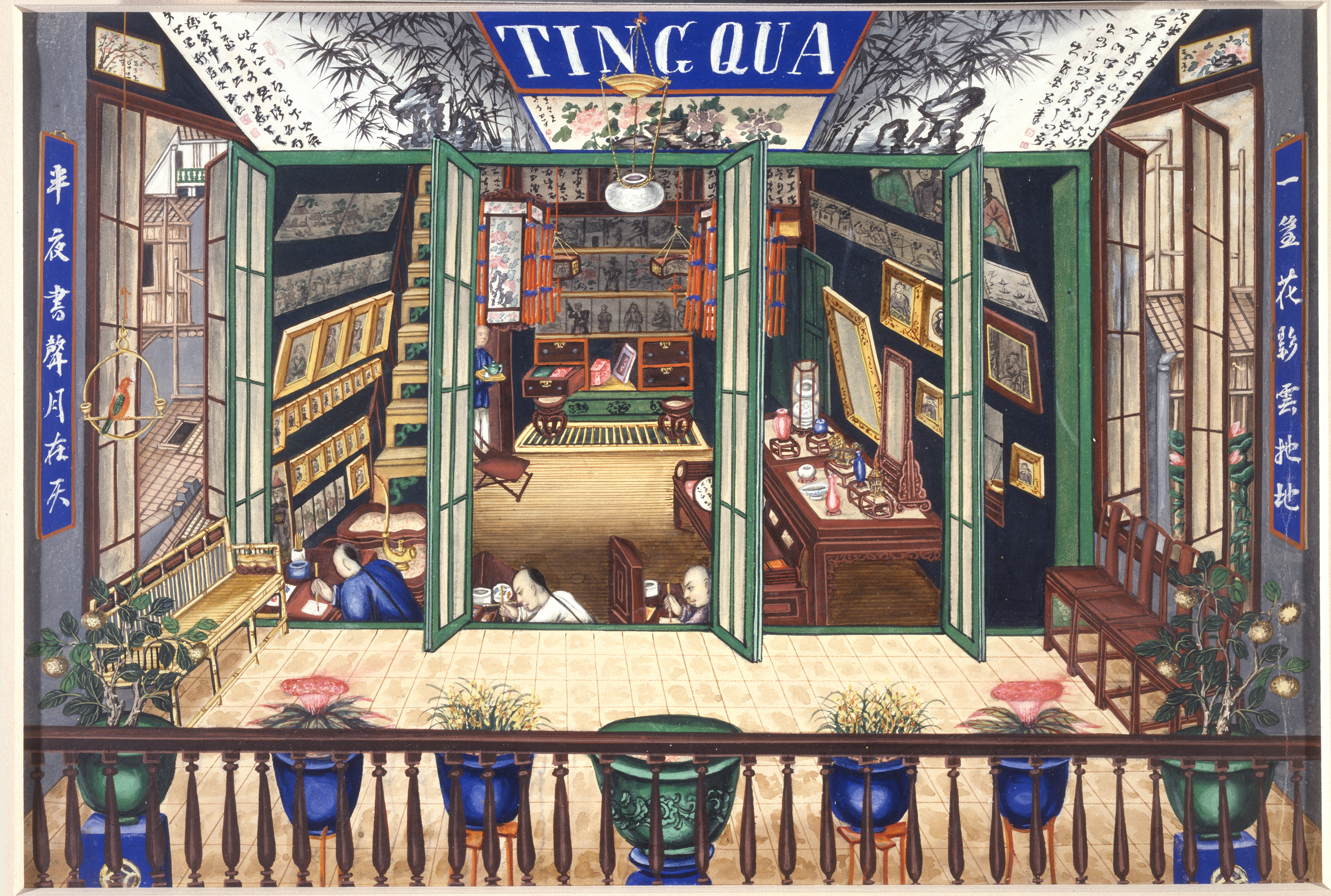
La bottega di Tingqua, il pittore

## Pittura moderna
A cominciare dal Movimento per la nuova cultura, gli artisti cinesi iniziarono ad adottare l'uso di tecniche occidentali.
Nei primi anni della Repubblica Popolare Cinese, gli artisti furono incoraggiati ad impiegare il realismo socialista. Una parte del realismo socialista dell'Unione Sovietica fu importato senza modificazioni, e ai pittori furono assegnati soggetti con l'aspettativa che producessero dipinti in serie. Questo regime fu considerevolmente allentato nel 1953, e dopo la Campagna dei cento fiori del 1956-57, la pittura tradizionale cinese conobbe una significativa rinascita. Insieme a questi sviluppi nei circoli d'arte professionali, vi fu una proliferazione di arte contadina che descriveva la vita quotidiana nelle aree rurali sui murali delle pareti e nelle esposizioni d'arte all'aria aperta.
Durante la Rivoluzione culturale, le scuole d'arte furono chiuse, e la pubblicazione delle riviste d'arte e delle principali esposizioni d'arte cessarono. Una distruzione rilevante fu condotta come parte dell'eliminazione della campagna delle Quattro cose vecchie.

### A partire dal 1978
In seguito alla Rivolta culturale, le scuole d'arte e le organizzazioni professionali furono reintegrate. Furono stabiliti scambi con gruppi di artisti stranieri e i Cinesi, e gli artisti cinesi cominciarono a sperimentare con nuovi soggetti e nuove tecniche. Un caso particolare di stile a mano libera (xieyi hua) si può notare nell'opera del bambino prodigio Wang Yani (nato 1975) che iniziò a dipingere all'età di tre anni e da allora ha significativamente contribuito all'esercizio dello stile nell'arte contemporanea.
Dopo la riforma economica cinese, sempre più artisti introdussero audacemente innovazioni nella pittura cinese. Tali innovazioni comprendono: lo sviluppo di una nuova abilità del pennello come lo sfumato a inchiostro con lo spruzzo in direzione verticale, il cui artista rappresentante è Tiancheng Xie; creazione di un nuovo stile mediante l'integrazione fra tecniche pittoriche tradizionali cinesi e occidentali come la pittura nello stile del cielo, il cui artista rappresentativo è Shaoqiang Chen, e nuovi stili che esprimono temi contemporanei e scene di natura tipiche di certe regioni come lo Stile di pittura di Lijiang. il cui artista rappresentativo è Gesheng Huang.. Tra gli altri esponenti di spicco della pittura cinese del XX secolo ricordiamo Zhang Daqian.